# The Black Flux
The Black Flux drugi je studijski album norveškog avangardnog metal sastava Virus. Album je 10. studenog 2008. godine objavila diskografska kuća Season of Mist.

## O albumu
The Black Flux bio je sniman u periodu od lipnja 2007. do srpnja 2008. godine u studiju Amper Tone Studio u Oslu.
Ovo je jedini studijski album sastava koji je objavila diskografska kuća Season of Mist.

## Popis pjesama
| 1.    | »Stalkers of the Drift«                      | 4:29 |
| 2.    | »As Virulent as You«                         | 5:56 |
| 3.    | »Archives«                                   | 6:31 |
| 4.    | »The Black Flux«                             | 6:39 |
| 5.    | »Intermission: Ocean Highway« (instrumental) | 3:54 |
| 6.    | »Inward Bound«                               | 6:50 |
| 7.    | »Lost Peacocks«                              | 5:48 |
| 8.    | »Shame Eclipse«                              | 4:12 |
| 9.    | »Strange Calm«                               | 8:52 |
| 53:11 |                                              |      |

## Recenzije
Greg Prato, glazbeni kritičar sa stranice AllMusic, dodijelio je albumu tri od pet zvjezdica te je komentirao: "Većinu vremena, ovaj [...] norveški sastav zvukovno se može usporediti sa Voivodom, ali u drugim vremenima zvuči poput dalekog glazbenog učenika [grupe] the Melvins (s puno manje distorzije na gitari i izražajnijim vokalima). Bilo kako bilo, jedna je stvar jasna. Ovi momci vole rastezati gitarističke dionice dok vam mozak ne otupi, kao što je dokazano na naslovnoj pjesmi sastava čiji [instrumentalni dio] traje skoro tri minute prije pojave vokalnih dionica. Drugdje, na pjesmi kao što je "Lost Peacocks", vokali se pojavljuju ranije te stil pjevanja [...] zvuči kao da je modeliran prema stilu pokojnog i velikog Iana Curtisa iz Joy Divisiona.

## Zasluge
| Virus - Czral – vokali, gitara - Plenum – bas-gitara - Einz – bubnjevi Dodatni glazbenici - Bård Ingebrigtsen – bariton gitara, violina, klavir, bottleneck gitara, efekti, produkcija - B9 – zvukovlja, ambijentski zvukovi (na pjesmama 3 i 5) | Ostalo osoblje - Tom Kvålsvoll – mastering - Sapfo Stavrides – fotografija - Kvohst – tekstovi |